# كلية العلوم السياسية بجامعة دمشق
كلية العلوم السياسية بجامعة دمشق عُرفت سابقا باسم «المعهد العالي للعلوم السياسية» وتقع في دمشق وتتبع لجامعة دمشق. 
يعود تاريخ البدء بتدريس (العلوم السياسية) في سورية إلى عام 1979 عندما صدر مرسوم يقضي بأحداث معهد عالٍ للعلوم السياسية مدة الدراسة فيه أربع سنوات ويمنح درجة الإجازة في العلوم السياسية ويتمتع بالشخصية الاعتبارية ويتبع مباشرة إلى وزارة التعليم العالي.
وقد انتهى العمل بمواد هذا المرسوم عندما صدر القانون رقم 4 تاريخ 5/6/2003 والذي أحدثت بموجبه كلية العلوم السياسية في جامعة دمشق لتحل محل المعهد العالي للعلوم السياسية.
ويقع المبنى القديم لكلية العلوم السياسية في مدينة التل في ريف دمشق ولكن بعد الحرب على سوريا عام 2011 انتقلت إلى بناء مؤقت ضمن كلية الحقوق في البرامكة. ثم أُنشأ مبنى جديد مستقل لكلية العلوم السياسية في منطقة البرامكة مقابل كلية الاقتصاد وانتقل الدوام إلى المبنى الجديد في عام 2019.
يضم المبنى الجديد مدرجين و10 قاعات تدريسية إضافة إلى مكتب العميد ومكاتب نوابه ومكاتب لأعضاء الهيئة التدريسية والمكاتب الادارية.
و تم احداث درجة الماجستير والدكتوراه في ثلاثة اقسام:(الدراسات السياسية، العلاقات الدولية، الدراسات الاقتصادية السياسية)
بالإضافة إلى طلاب التعليم العادي في الكلية فقد تم إنشاء برنامج للتعليم المفتوح تحت اسم «الدراسات الدولية والدبلوماسية»